# Grenze zwischen Gambia und Senegal

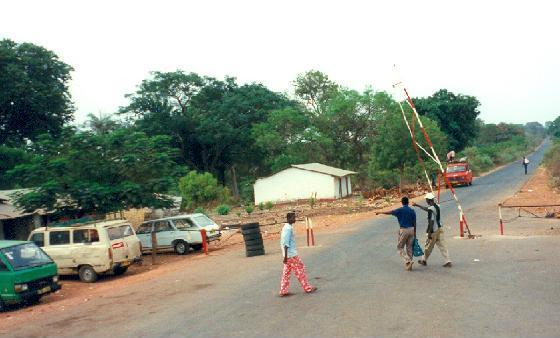
Grenzübergang zwischen den beiden Ländern

Die Grenze zwischen Gambia und Senegal ist eine internationale Grenze zwischen den beiden Staaten. Die Länge der Grenze wird mit 749 km angegeben. Sie verläuft  vom Atlantischen Ozean nördlich und südlich des Gambia-Flusses rund 300 km landeinwärts bis in die Nähe der Barrakunda-Fälle und von dort wieder zurück. Für Gambia ist es die einzige Landgrenze, für Senegal ist es von allen Nachbarstaaten der längste Grenzabschnitt.

## Beschreibung

### Überblick

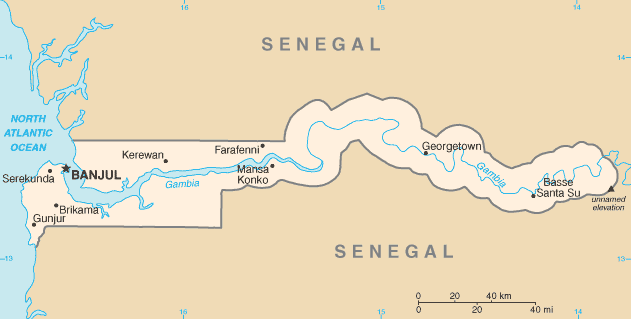
Karte der Grenze zum Senegal

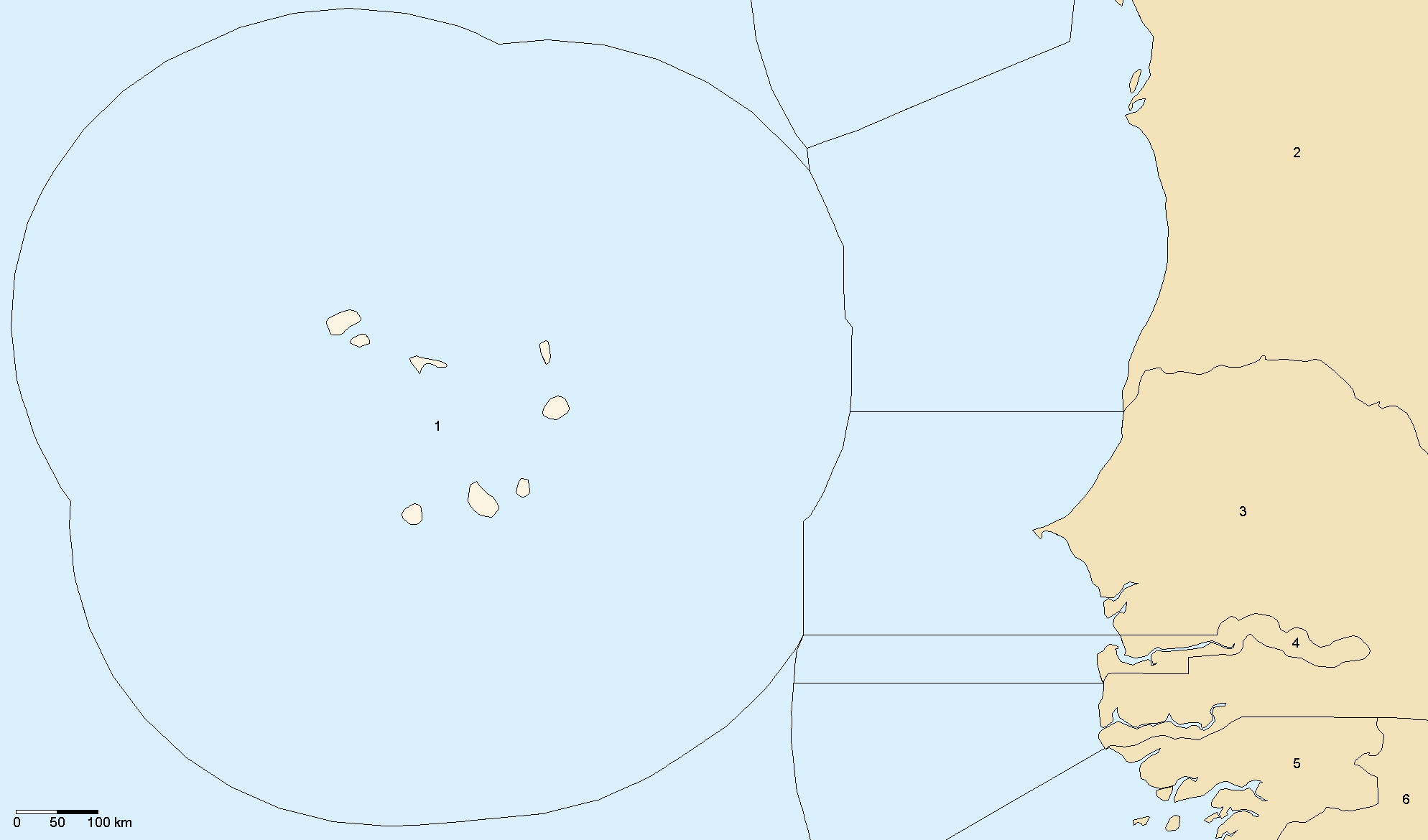

Gambia ist ein Staat in Westafrika, fast isoliert im Senegal. Es erstreckt sich zu beiden Seiten des Gambia-Flusses und ist an jedem seiner Ufer 20 bis 50 km breit, dies auf einer Länge von 320 km. Nur durch seinen Zugang zum Atlantischen Ozean ist Gambia auf senegalesischem Territorium nicht völlig isoliert.
Obwohl Gambia der kleinste unabhängige Staat Kontinentalafrikas ist, gibt es auf dem afrikanischen Kontinent mehr als 50 kleinere internationale Landgrenzen, da Gambia die Form eines dünnen, langen Bandes hat. Für Senegal ist es die längste internationale Grenze, nur wenig länger als die Grenze zu Mauretanien.

### Verlauf

#### Landgrenze
Die rund 740 km lange Landgrenze zwischen den beiden Ländern besteht im Allgemeinen aus zwei Teilen, die ungefähr von West nach Ost ausgerichtet sind, einer nördlich von Gambia und der andere südlich, die an ihrem östlichen Ende durch einen Bogen verbunden sind. Ihre Physiognomie hat zwei unterschiedliche Zonen:
- Im Westen, sowohl im Norden als auch im Süden, folgt die Grenze einem Breitenkreis (ungefähr 13° 35' 35" N im Norden, 13° 9' 52" N im Süden), ungefähr 100 km. Die einzige Ausnahme ist das westliche Ende des südlichen Teils, die etwa zwanzig Kilometer lange Grenze entlang des Flusslaufs des Allaheins nach Südwesten.
- Im Osten folgt die Grenze dem Flusslauf des Gambia River beidseitig bis Fatoto. Vom Atlantik bis hierher ist der Fluss unter dem Einfluss des Tidenhubs schiffbar. Der Grenzverlauf besteht dann aus einer Folge von Kreisbögen, die vom Flussufer ungefähr einen Abstand von zehn Kilometern oder sechs Meilen einhalten und die sich rund um Fatoto schließen. Ungefähr acht Kilometer vor den Barrakunda-Fällen durchschneidet die Grenze den Flusslauf.[2]

#### Maritime Grenze
Die rund 800 km langen Seegrenzen zwischen den beiden Ländern bestehen aus zwei unterschiedlichen Segmenten im Atlantik, die fast vollständig horizontal sind, eines im Norden und das andere im Süden.
Im Norden wird die Grenze durch ein einzelnes Segment des Breitengrads 13° 35' 35" N definiert:
- Es beginnt östlich an der Küste, wo die Landgrenze endet, in Richtung 13° 35′ 35″ N, 16° 33′ 0″ W.
- Die westliche Grenze ist nicht vertraglich festgelegt, aber die beiden Länder beanspruchen eine ausschließliche Wirtschaftszone von 200 Seemeilen (370 km). Sie endet im Westen ungefähr bei 13° 35′ 35″ N, 20° 0′ 0″ W.

Im Süden wird die Grenze durch mehrere Segmente definiert:
- Es beginnt östlich an der Küste, wieder am Rande der Landesgrenze, bei 13° 3′ 51″ N, 16° 44′ 49″ W.
- Es geht weiter in südwestlicher Richtung bis 13° 1′ 21″ N, 16° 45′ 19″ W.
- Es neigt sich nach Norden 13° 3′ 27″ N, 16° 45′ 22″ W.
- Es folgt dann dem Breitengrad 13° 03' 27" N; die westliche Grenze ist ebenfalls nicht vertraglich festgelegt, die Grenze endet jedoch ungefähr bei 13° 7′ 27″ N, 20° 10′ 48″ W.

## Geschichte

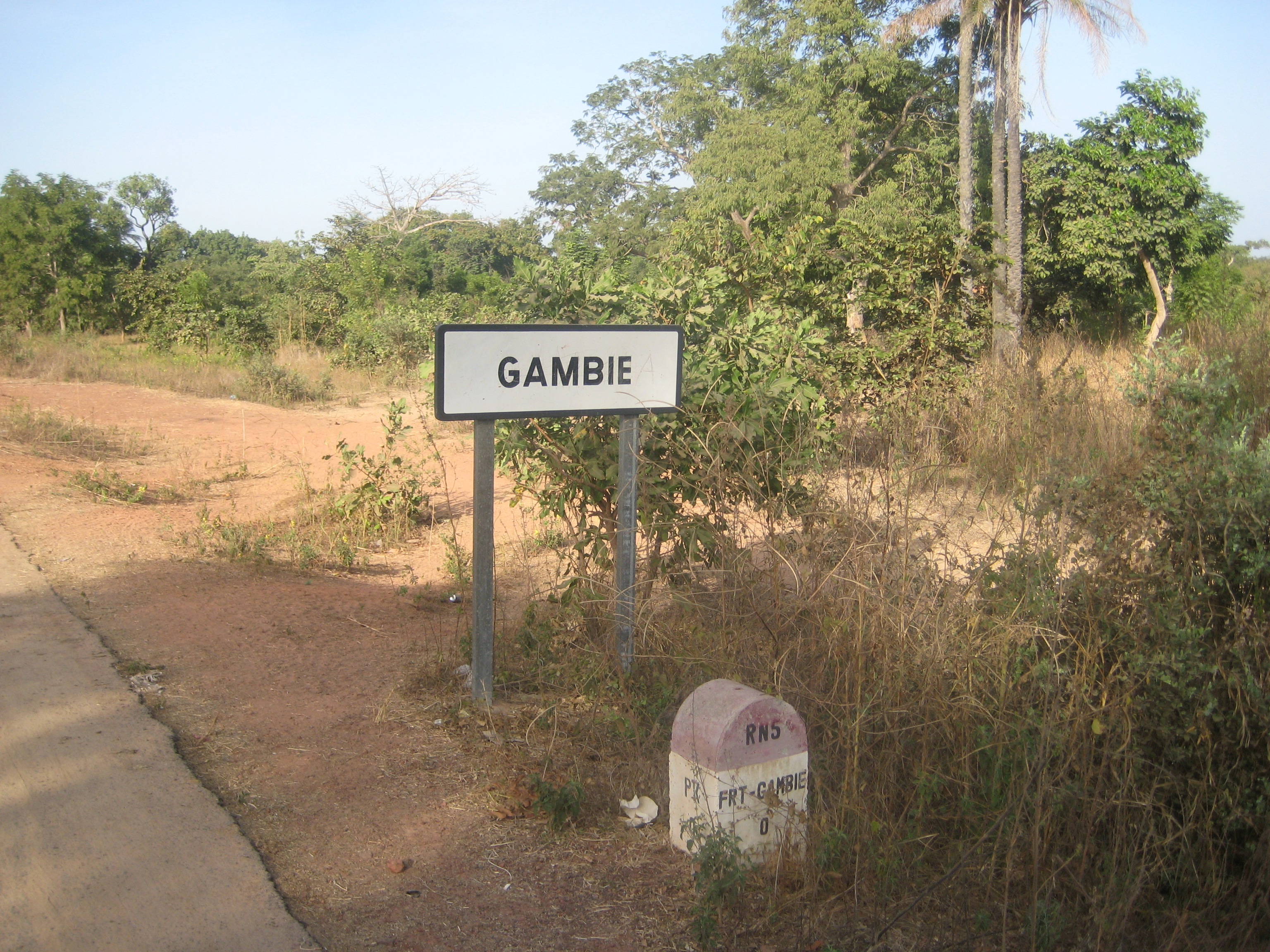
Wegweiser

Vom späten 17. bis zum Ende des 18. Jahrhunderts stritten sich England und Frankreich um die politische und wirtschaftliche Herrschaft über die Flüsse in Senegal und Gambia. Der Pariser Frieden von 1763 übertrug dem Vereinigten Königreich die Herrschaft über Gambia, Frankreich bekam nur eine kleine Enklave um Albreda nördlich des Flusses. Diese wurde 1857 an das Vereinigte Königreich abgetreten. Die Landgrenze wurde 1889 durch ein Abkommen zwischen Frankreich und dem Vereinigten Königreich über die Abgrenzung zwischen den Kolonien Senegal und Gambia festgelegt. Eine Legende besagt, dass die Entfernung zwischen der Grenze und dem Gambia River die Entfernung ist, die eine britische Marinekanone zu diesem Zeitpunkt erreichen konnte, aber keine historischen Beweise stützen diese Ansicht; die Grenze wird auch von einer französisch-britischen Kommission genau abgegrenzt.
Die zu Französisch-Westafrika (AOF) gehörende Kolonie Senegal wurde am 20. Juni 1960 als Mitglied der Mali-Föderation von Frankreich unabhängig und trat schon am 20. August 1960 aus dieser aus, während Gambia am 18. Februar 1965 die Unabhängigkeit vom Vereinigten Königreich erlangte.
Die beiden Länder traten 1982 der Konföderation Senegambia bei, diese wurde jedoch 1989 wieder aufgelöst.
Die Seegrenzen zwischen den beiden Ländern werden durch einen am 4. Juni 1975 unterzeichneten Vertrag festgelegt.